# 莊陵 (隋朝)
莊陵是中国隋孝成帝和隋恭帝的陵墓，位于陕西省乾县阳洪乡乳台村南500米，又称“方陵”。封土呈覆斗形，东西长82米，南北宽76米，现高15.8米。夯层厚19-21厘米。